# المانتار
ال-مانتار یک منطقهٔ مسکونی در یمن است که در استان صنعا واقع شده‌است.